# 孙昂 (1961年)
孙昂（1961年1月—），男，浙江温州人，中华人民共和国外交官，曾任中华人民共和国驻安提瓜和巴布达特命全权大使。

## 生平
1987年毕业于武汉大学法学院国际法专业。1990年，进入中华人民共和国外交部工作，先后在外交部条约法律司、联合国难民署驻缅甸联邦联络处任职。2003年，任驻美国大使馆参赞。2007年，任外交部涉外安全事务司副司级干部。2008年，任联合国安全理事会1267委员会监测小组P5级官员。2013年，任外交部条约法律司副司级干部。2014年，任外交部条约法律司参赞，后升任副司长。2017年6月，出任中华人民共和国驻棉兰总领事。2019年5月，出任中华人民共和国驻安提瓜和巴布达大使。2021年1月，自驻安提瓜和巴布达大使离任。

## 家庭
已婚，有一女。